# Ermelinda Duarte
Ermelinda Duarte (Lourenço Marques, 6 de octubre de 1946) es una actriz, presentadora de televisión, cantautora, y dobladora portuguesa.
En 1970, desempeñó el papel de Clara en el filme Pedro Só de Alfredo Tropa donde compartió roles con António Montez, con quien más tarde se casaría.
Fue cantautora de la canción "Somos Livres", producida por José Cid, que fue un gran éxito pos-25 de abril.
En 1980 participó en la serie Retalhos da Vida de Um Médico basada en la obra de Fernando Namora. Colaboró además en las piezas "Brinca Brincando" y en "Tá Entregue À Bicharada" también presentadas en la RTP.
En la pieza "Paga As Favas" del Teatro Ádoque cantó las canciones "Jovem, Jovem" y "Agora É Festa" que también serían lanzadas en simples.
En 1981, graba un nuevo single con dos "marchas de Lisboa": "Cantar Lisboa" y "Lisboa Num Pregão".
Además de teatro infantil empezó a dedicarse más al doblaje de series de dibujos animados.
Se casó con António Montez, y tuvieron una hija, la también actriz Helena Montez.

## Discografía
- Somos Livres / Joaquim da Silva - Decca spn 179 G - 1974
- Nossas Armas São As mãos / À Hora do Sol Romper - Decca spn 202 G
- A Justiça: O poema / A canção (da revista "A Paródia") - Adoque/grafitécnica
- Jovem, jovem / Agora é festa - Metro-Som - sing 140-S - 1981
- Teatro Adóque: Cantar Lisboa / Lisboa num pregão (1º premio marchas Lisboa 1981) - Metro-Som sing 143-S - 1981